# 扬中话
扬中话是中國江淮方言泰如片（通泰方言）的一种，在江苏沿江的五个地级市都有分布：
- 镇江：扬中市
- 泰州：靖江市的“沙上”地区（包括新桥、东兴、八圩等乡镇），泰兴市的七圩镇，泰州高港区的永安洲镇
- 无锡：江阴市的利港镇
- 常州：临近江边的原圩塘乡、魏村乡、孝都乡以及小河乡一部分地区
- 苏州：张家港市的部分沿江地区。

这种方言的使用人口约50余万人。